# Nasenblatt
Als Nasenblatt werden die fleischigen Hautlappen an den Nasen vieler Fledermäuse bezeichnet. Das Nasenblatt ist für viele Arten ein wichtiges Bestimmungsmerkmal und wahrscheinlich eine Anpassung an die Echoortung durch die Nase statt durch das Maul.

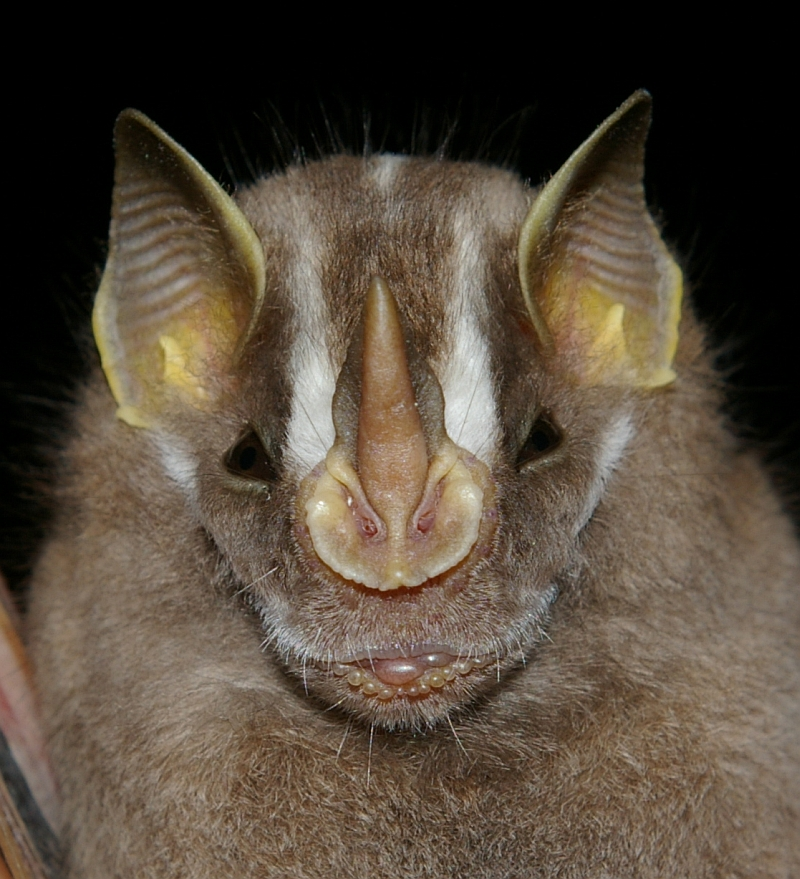
Nasenblatt bei Blattnasen (Phyllostomidae): Platyrrhinus helleri

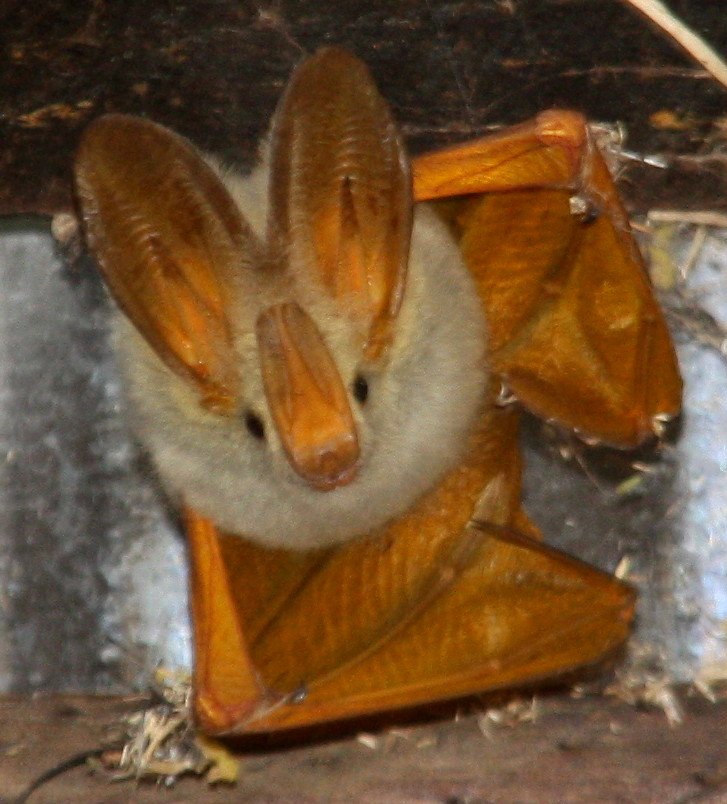
Nasenblatt bei Großblattnasen (Megadermatidae): Gelbflügelfledermaus (Lavia frons)

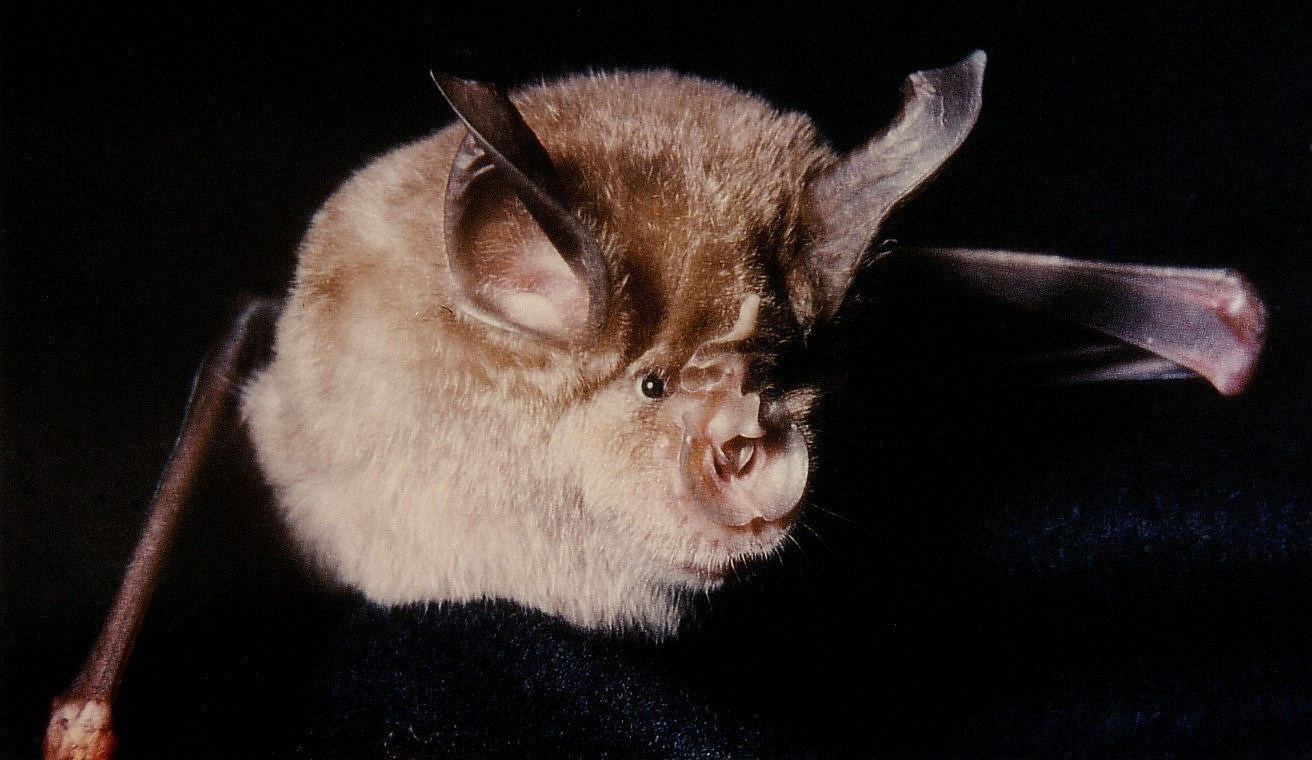
Nasenblatt bei Hufeisennasen (Rhinolophidae): Große Hufeisennase (Rhinolophus ferrumequinum)

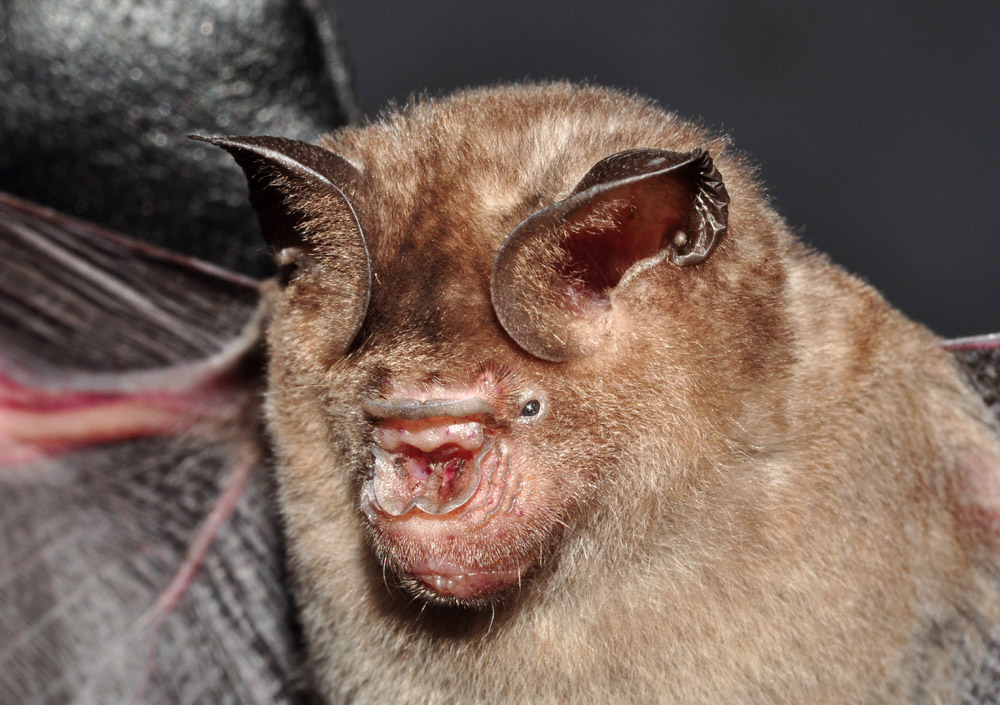
Nasenblatt bei Rundblattnasen (Hipposideridae): Schneider-Rundblattnase (Hipposideros speoris)

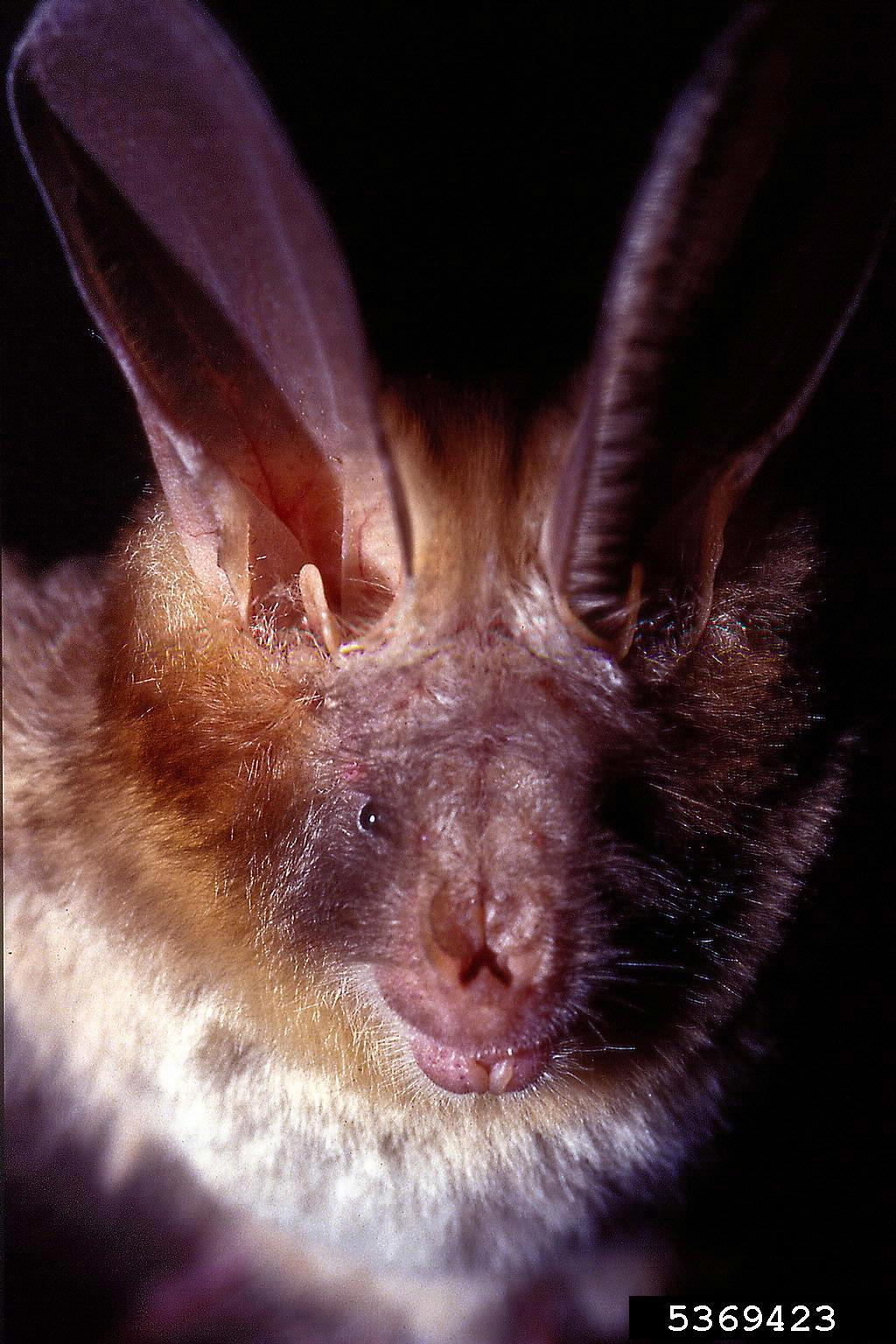
Nasenblatt bei Schlitznasen (Nycteridae): Ägyptische Schlitznase (Nycteris thebaica)

## Funktion
Alle Fledermausfamilien, die blattartige Modifikation der Nase aufweisen, echoorten durch die Nase. Fledermäuse ohne Nasenblatt, wie zum Beispiel die Glattnasen, echoorten durch das Maul. Man geht davon aus, dass das Nasenblatt ähnlich einer Satellitenschüssel die Echoortungsrufe bündelt und dabei hilft, diese in eine bestimmte Richtung zu lenken. Dafür sprechen neue, funktionelle Studien zum hufeisenförmigen Nasenblatt bei Vertretern der Hufeisennasen wie der Großen Hufeisennase (Rhinolophus ferrumequinum) und Rhinolophus formosae. Durch das entstehende Echo erhält die Fledermaus genaue Informationen über ihre Umgebung und mögliche Beutetiere. Zudem vermindert das Nasenblatt den Druck in der Nasenhöhle, der während der Echoortung durch die Nase entsteht.
Eine gängige Theorie besagt, dass sich die Echoortung durch die Nase als eine Anpassung an die vegetarische Ernährungsweise vieler Neotropischer Fledermäuse entwickelt hat, welche Früchte des Öftern vom Baum zu einem Hangplatz tragen und in dieser Zeit keine Echoortungsrufe durchs Maul aussenden könnten. Das Nasenblatt ist daher auch besonders prominent ausgeprägt bei der Neotropischen Fledermausfamilie der Blattnasen, innerhalb derer sich viele Arten von Früchten ernähren. Dies erklärt jedoch nicht die weniger stark ausgeprägten und trotzdem vorhandenen Nasenblätter bei Familien wie den Großblattnasen, den Hufeisennasen, den Rundblattnasen und den Schlitznasen, welche sich alle von Insekten ernähren und trotzdem durch die Nase echoorten. Zudem ernähren sich ebenso viele Blattnasen von Insekten statt von Früchten. Das Nasenblatt ist dadurch wahrscheinlich das Resultat einer konvergenten Evolution und nicht auf eine einzige Ursache zurückzuführen. Vielmehr scheinen sich nasale Strukturen mehrmals im Laufe der Evolution der Fledermäuse gebildet zu haben. Interessanterweise gibt es auch rezente Arten, welche durch das Maul echoorten, und trotzdem rudimentäre nasale Strukturen besitzen, die an die Ansätze eines Nasenblatt erinnern, wie zum Beispiel die Wüstenfledermaus, Vertreter der Langohrfledermäuse, die Schweinsnasenfledermaus oder Mausschwanzfledermäuse. Diese Arten weisen wulstige Erhebungen über den Nasenlöchern auf, zählen jedoch nicht zu den Arten, welche ein eigentliches Nasenblatt besitzen. Über eine mögliche Funktion dieser Strukturen ist jedoch bisher nichts bekannt.

## Vorkommen
Nasenblätter kommen bei Fledermäusen der folgenden Familien vor:
- Blattnasen (Phyllostomidae): Das Nasenblatt dieser in der Neotropen vorkommenden Familie ist meist ein lanzenförmiger Auswuchs direkt über den Nasenlöchern, der länger ist als breit und spitz zuläuft. Eine Ausnahme bilden die drei Arten der Vampirfledermäuse (Desmodontinae), welche statt des Nasenblatts U-förmige Ballen besitzen, welche einem Hufeisen gleichen. In diesen Ballen befinden sich infrarot-sensitive Rezeptoren, mit denen die Vampire leichter die Venen bei ihren Beutetiere aufspüren können.[5]
- Großblattnasen (Megadermatidae): Vertreter dieser in Asien und Afrika vorkommenden Familie besitzen ähnliche Nasenblätter wie die auf die Neotropen beschränkten Blattnasen. Dieses ist an der Spitze jedoch meist abgerundet und nicht spitz zulaufend.
- Hufeisennasen(Rhinolophidae): Das Nasenblatt dieser Familie ist komplexer als das der Blattnasen und Großblattnasen, und besteht meistens aus mehreren die Nase umgebenden Hautlappen. Der untere Teil ist hufeisenförmig, bedeckt die Oberlippe, umgibt die Nasenlöcher und besitzt in der Mitte eine Einbuchtung. Oberhalb der Nase erhebt sich eine blattförmige Struktur, welche je nach Art unterschiedlich gestaltet ist. Zwischen der hufeisenartigen Struktur um das Maul und dem eigentlichen Nasenblatt befindet sich ein Sattel (Sella)
- Rundblattnasen (Hipposideridae): Ähnlich wie bei den Hufeisennasen ist auch bei dieser Familie das Nasenblatt relativ komplex. Rund um das Maul befindet sich eine hufeisenförmige Struktur mit manchmal kleineren Lappen. Oberhalb der Nasenlöcher erhebt sich das eigentliche Nasenblatt, welches meist aus drei Teilen zu bestehen scheint. Im Gegensatz zu den Hufeisennasen besitzen die Nasenblätter der Rundblattnasen keinen Sattel.
- Schlitznasen (Nycteridae): Wie der deutsche Name schon besagt, besitzen Vertreter dieser Familie eine schlitzartige Furche an der Nase. Die Furche ist von einem schmalen Nasenblatt umgeben und endet an der Stirn in einer Grube.